# Sylk Schneider
Sylk Schneider (* 10. Oktober 1966 in Göppingen) ist ein deutscher Autor und ehemaliger Museumsdirektor des Thüringer Kloßmuseums in Heichelheim.

## Leben und Wirken
Sylk Schneider studierte Volkswirtschaft, Geographie und Romanistik in Tübingen und Recife und Pernambuco (Brasilien). Zahlreiche Forschungsaufenthalte führten ihn nach Brasilien. Von 1999 bis 2009 war er als Direktor des Thüringer Kloßmuseums in Heichelheim tätig. 2011 war er Kurator der Ausstellung Dr. Ernst Feder – Ein Journalistenleben zwischen Weimarer Republik, Exil und Goethe. Außerdem war er Kurator der Sonderausstellung „Weimars Stadtbild im Wandel. Wilhelm Eichhorns Fotografien von 1930 bis 1945“ von 2012 bis 2013 im Stadtmuseum Weimar sowie im Jahr 2016 Kurator beim Aufbau des Brauereimuseums Weimar Ehringsdorf. Zum 125. Jubiläum der Elektrizität und des Stadtverkehrs mit Einführung der Straßenbahn in Weimar kuratierte er verschiedene Ausstellungen zur Energie- und Verkehrsgeschichte Weimars.

## Veröffentlichungen
Sein Themenfeld umspannt die Esskultur und die deutsch-brasilianischen Beziehungen.
- Kleines Kartoffelbuch. Buchverlag für die Frau, Leipzig 2006, ISBN 3-89798-190-4.
- Der Thüringer Fußballkloß. Buchverlag für die Frau, Leipzig 2006, ISBN 3-89798-180-7.
- Goethes Reise nach Brasilien. Weimarer Taschenbuch Verlag, Weimar 2008, ISBN 978-3-937939-69-8.
- Weimar druckt Brasilien. In: Andreas Christoph, Olaf Breidbach (Hrsg.); Die Welt aus Weimar – zur Geschichte des Geographischen Instituts. Druckhaus Gera, Jena 2011, ISBN 978-3-9814576-0-5.
- Weimars Stadtbild im Wandel. Ausstellungskatalog des Stadtmuseums Weimar, Weimar 2012.
- Goethe e sua “rede brasileira”: o Brasil visto de Weimar. In: ESTUDOS AVANÇADOS V. 33 N. 96, São Paulo 2019.
- Viagem de Goethe ao Brasil, Florianópolis 2022.